# Qianshanornis rapax
Qianshanornis rapax — викопний вид каріамоподібних птахів вимерлої родини Qianshanornithidae, що існував в Східній Азії в палеоцені (60 млн років тому).

## Скам'янілості
Частковий посткраніальний скелет знайдено у Китаї.

## Опис
Вид схожий на еоценового Strigogyps, але мав менші розміри, а на другому пальці ноги був збільшений кіготь, яким він міг убивати жертв. Ймовірно, був здатним до польоту.